# Álvaro de Abranches
Álvaro de Abranches (c. 1490 - 3 de Julho de 1563) foi um militar, navegador, e poeta português.
D. Álvaro de Abranches foi Fidalgo do Conselho de D. Manuel I de Portugal, Mestre-Sala de D. Manuel I e de D. João III de Portugal, Comendador da Ordem de Cristo e da Ordem de Santiago de Beja, Capitão de Tânger e de Capitão Governador de Azamor, etc, e faz parte do Cancioneiro Geral.
Filho de D. João de Abranches que, por sua vez, era filho de D. Álvaro Vaz de Almada, Conde de Avranches, e de sua primeira mulher.
"Durante o tempo do seu serviço na corte compôs várias poesias transcritas no Cancioneiro Geral. "

## Mestre-Sala
Com o seu casamento em princípios de 1513 com Joana de Melo, chamada também Joana Pereira ou Joana da Cunha, recebeu o ofício de Mestre-Sala de D. Manuel I, sucedendo, assim, a seu sogro, Jorge de Melo, ''o Bochechas'', que renunciou a ele em seu favor, e de sua mulher Isabel de Castelo Branco. Com este ofício "serviu D. Manuel até quási ao fim do seu reinado, pois só em 1521 lhe comprou o ofício por setecentos mil reais para o dar a Henrique de Melo."
A 12 de Janeiro de 1513, D. Álvaro de Abranches, Fidalgo da Casa Real e Mestre-Sala do Rei, teve mercê da tença anual de 30.000 reais, por trespasse de Jorge de Melo, seu sogro. A 20 de Dezembro de 1519, D. Alvaro de Abranches, Fidalgo da Casa d' El-Rei e seu Mestre-Sala, teve de D. Manuel I novo padrão de 20.000 reais de tença, dum outro de 30.000 reais, do qual, com aprazimento e consentimento d' El-Rei, vendera 10.000 reais a D. Francisco, filho do Barão de Alvito, à condição de retro vendendo.

## Arzila
Quando houve o cerco de Arzila em Outubro de 1508 muitos fidalgos foram defender essa cidade. Foi também D. Álvaro, que ainda era muito novo, como se pode vêr na seguinte passagem dos Annais de Arzila de Bernardo Rodrigues: Dom Francisco de Portugal que também estava là, querendo fazer uma surtida e "tomar umas casas, que estávão em Benagofarte (...), e vendo Dom Alvaro d'Abranches (...), todos a pé, dise contra Dom francisco: "Senhor nehum dos que aqui estão é mais mancebo, nem mais rijo que eu, nem ha de alcançar o mouro se fujir diante de mim, e, polo contrairo, não se ha de salvar milhor, polo que peço a vosa mercê licença pera ir com Pero de Meneses (pero de Meneses, era mourisco que ia à frente) ". Dom francisco lh'o agradeceu e lh'a deu." A surtida não se passando bem, tendo-se apoderado de alguns mouros, mas outros os seguiram: Afonso da Silva, escudeiro do pai de Dom francisco, "foi pasado de uma lança de arremeso (...) não lhe valendo couraças, nem as laminas d'aço de que eram fortificadas, que a mortal lança não lançase o ferro da outra parte. Fazendo Dom francisco alguma detença, em tanto que a alma saia do trabalhado corpo, foi Dom francisco atordoado de uma grande pedrada que, dando-lhe no capacete, lh'o levou da cabeça, e caindo-lhe aos pés lhe pisou os dedos, de maneira que não se podia afirmar no pé; e arrimado a Dom Alvaro d'Abranches, que mais mancebo e rijo que todos era, e deixando o corpo de Afonso da Silva despojado somente de capacete e adarga" recolheu-se. Aí perdeu "quatro ou cinco homens, sem causa, entrando dous fidalgos que polo acompanhar e servir, fórão com ele".
Este feito, o mesmo D. Alvaro contou a Bernardo Rodrigues: "Tudo isto que tenho contado desta entrada, (...) posto que de alguma cousa e parte eu era lembrado, me contou Dom Alvaro d'Abranches, estas oitavas do Salvador do mundo de mil e quinhentos sesenta anos (...). O qual Dom alvaro achei com tanto acordo e lembrança, nomeando o caminho e lugares e portos que pasárão, que eu por aquela terra andei trinta anos e ha dez que dela me lançárão, não sou tão acordado como o ele é, avendo passado cincoenta e um anos que de lá veio."

## Capitão de Tânger
"Depois passou a África como capitão de Tânger no impedimento de D. Duarte de Meneses"
Os anais de Arzila contam a anedota seguinte: Depois do assassinato dum homem e outras brigas, em Arzila, por homens que depois passaram a Tânger, "onde ouvérão outro desmancho, (...) o de Tanjere foi aver brigas com Dom Vasco Coutinho, parente do conde de Redondo, D. João Coutinho], dos quais Dom Vasco se não queixava tanto como de Dom Álvaro de Abranches, capitão de Tanjere, e, porque Dom Álvaro se quis desculpar ao conde, se virão, o qual com estas palavras respondeo a Dom Álvaro, dizendo mal dos homens: «Senhor Dom Álvaro, a culpa está ás vezes mais nos capitães que em quem os serve. Meu pai, o conde [de Borba], foi capitão de Arzila trinta anos e deu muitos mouros, jinetes, capuzes, capelares; tãobem teve valia com os reis, que por ele deitarão hábitos e fizérão mercês a muitos homens, e, contudo, não avia quem dele disese bem e lhe desejávão tirar a besta. Eu tenho tudo ao contrario, que não valho, nem poso dar uma capa velha, nem el-rei por mim fez mercê a nenhuma pesoa, ainda que lh'o bem mereço, e não há homem em Arzila, nem em Tanjere, que não venda e ponha seus filhos por mim em cativeiro, e isto bem, que já que lhe não poso dar o que merecem, dou-lhe palavras, que são dizer bem deles, e do que o faço uma vez sempre mais o faço e não digo mal. Esta obrigação tendes vós e esa deveis ao de quem dizeis uma vez bem'».
Diz D. Fernando de Menezes, na sua História de Tânger: "Com a ordem delRei; D. Álvaro de Abranches deixou o governo a Gonçalo Mendes Sacoto, Adail-Mor do Reino, a 26 de Setembro de 1533. Aquella mesma noite, estando para sahir Dom Álvaro, houve um rebate, por os mouros terem subido o muro, servindo-se de uma escadeira colocada junto à porta da Traíção. Acudiu muita gente, em particular D. Jorge de Abranches, filho de Dom Álvaro, que, atacando os mouros, que erão só dois, resultou com uma lançada, e Domingues Gonçalves com duas punhaladas. Os mouros, levando um negro, voltaram para baixo, sem mais dano que deixar a escada."

## Governador de Azamor
"Finalmente foi nomeado, por Alvará de 24 de Abril de 1534, 15.º Governador de Azamor d'onde regressou em fins de 1537, acusado de tam graves delitos que por eles recolheu preso ao castelo de Lisboa, d'onde só saiu perdoado em 1546, vindo a falecer a 3 de Julho de 1563, sobrevivendo-lhe sua mulher ainda alguns anos. "

## Dados Genealógicos
Filho de:
- D. João de Abranches, por sua vez filho de D. Álvaro Vaz de Almada, 1.º Conde de Abranches, e de sua mulher D. Isabel da Cunha
- Mécia da Cunha, filha de Vasco da Cunha e de sua mulher Maria Rodrigues, criada e Donzela da Rainha D. Leonor

Casou com:
- Joana de Melo, Joana Pereira ou Joana da Cunha, filha de Jorge de Melo, o Bochechas, Mestre-Sala de D. Manuel I, e de sua mulher Isabel de Castelo Branco

Teve:
- D. João de Abranches, 6.º Senhor do Morgado dos Almada, Comendador de Bobadela, de Gundar, de Vila de Rei e de Beja, Capitão de Diu, morreu na Batalha de Alcácer Quibir a 4 de Agosto de 1578. Casado primeira vez com sua prima D. Isabel de Lima, sem geração, e casado segunda vez com Antónia da Silva, filha de Lopo de Sousa Ribeiro, Comendador de Pombal, e de sua mulher Joana Couceiro de Alvim, com geração
- D. Pedro de Abranches, Mestre-Sala de D. João III, Embaixador a D. Carlos I de Espanha, Comendador de Ansiães, casado com Brites de Noronha, filha herdeira de Pedro Pantoja, Alcaide-Mor do Castelo de Santiago do Cacém e Comendador de Santiago do Cacém e Alcaide-Mor do Castelo de Tavira e Comendador de Tavira na Ordem de Santiago, Chefe dos Pantoja em Portugal, e de sua mulher Margarida de Mendonça, com geração, sendo avós maternos de Pedro de Mendonça Furtado